# F1 Grand Prix: Nakajima Satoru
F1 Grand Prix: Nakajima Satoru es un videojuego creado por Satoru Nakajima lanzado para la Mega Drive en Japón en 1991. En un anuncio o patrocinio. En que el objetivo es ser 9 veces campeón del mundo con todos los coches del juego .El juego corresponde a la Temporada 1988 de Fórmula 1 Este juego fue revolucionario en los videojuegos de F1 , porque es la primera vez que se presenta un juego de autos en la que hay una temporada de F1 completa. Se vendiero aproximadamente casi 6.000.000 de cartuchos en el mundo debido a sus nuevas formas de jugabilidad.
Aunque antiguamente, el juego era muy popular, actualmente se considera un juego mediocre, pero en general, fue uno de los mejores juegos de carreras de la época.
En América se lanzó la versión "Michael Andretti's World Grand Prix", para adaptar el lenguaje al inglés.

## Resumen
La primera parte consta de la Temporada 1988 de Fórmula 1, en el que tienes que ir enfrentándote a pilotos y arrebatarle sus campeonatos. Y es muy difícil y duro. El juego consta de 9 niveles. Y los circuitos son de las temporadas anteriormente nombradas, (excepto Silverstone, que es de la temporada 1985) y al empezar tienes tres opciones, que son: Warning up que es para practicar Battle Mode que es enfrentándote a otro piloto y Gran Prix Mode que es para empezar un campeonato. El o Honta es la bestia del juego. Si controlas el coche y tomas sus curvas bien, los demás coches son un juego para ti. En el juego, Satoru Nakajima es el único nombre real del juego. Ya que los demás nombres son inventados o pàrecidos. Al igual que los coches, en ambos juegos y temporadas, el juego es siempre muy mecanizado, por lo que no es nada fácil ganar, pues puede llevarle a gente 1 o 2 años hacerlo. Si pierdes en el juego, has de empezar de nuevo. Pues te retiras, pero eso se arregla con contraseñas con signos japoneses.

## Grand Prix
Cada vez que empieces un Gran Premio, has de clasificar entre los 4 primeros puestos, después, al clasificar, empieza el Gran Premio y tu objetivo es ganar la carrera. Si no clasificas, el que maneja como cámara, será el coche rival.

## Pilotos Temporada 1988 F1
- Eddie Cheever
- Ivan Capelli
- Jonathan Palmer
- Derek Warwick
- Michele Alboreto (Nivel 1)
- Thierry Boutsen (Nivel 2)
- Alessandro Nannini (Nivel 3)
- Nigel Mansell (Nivel 4)
- Nelson Piquet (Nivel 5)
- Gerhard Berger (Nivel 6)
- Ayrton Senna (Nivel 7)
- Alain Prost (Nivel 8)
- Satoru Nakajima (Nivel 9)

## Coches F1 (nombres editados)
Coches F1 de la temporada 1988 Honta(1988) (4 velocidades) 
Es muy rápido cuando estas en curvas lentas, pues, tiene una gran aceleración cuando estas en segunda, tercera y cuarta. Por lo que es el coche más competitivo del juego. El único inconveniente es que falla en el arranque. En lo demás, todo perfecto y sicronizado.
- Perrari(1988) (automático)

Este coche es competitivo, a secas, ya que solo tiene ventaja cuando estas con él en las curvas rápidas y que es automático, pero floquea en arranque, aceleración y velocidad punta, por lo que es compensado siendo automático y facilidad de manejo.
- Muken(1988) (4 velocidades)

Es un coche medio-rápido, porque arranca mejor que el Honta y el Perrari y tiene gran velocidad punta. Pero floquea algo en aceleración. Lo demás es todo equilibrado y decente. Este coche es el As en las curvas que se va medio-rápida o medio-lenta.
- Suharu(1988) (4 velocidades)

Es el coche cenicienta del juego, Es el mejor en el arranque, por lo que te es útil al sailr si las rectas son chicas. Pero falla en acelaración, velocidad punta y no tienes ventaja en nada. Además el Suharu es muy fácil de adelantar.

## Superarranques
Si al empezar la carrera, pones el motor al máximo, el arranque adelantara a todos los coches, o te desmarcas del pelotón, con el Suharu, la jugada sale de escándalo. Pero desgasta tus neumáticos, obligando a reducir velocidad. Además, la gasolina que tiene el coche es infInita, por lo que te puedes tirar 10 vueltas sin que se pare el coche.

## Pits
Nombre también modificado del juego, sirve para poner nuevos neumáticos e ir a la velocidad máxima que puedas en el circuito.

## Como obtener puntos
Primer puesto = 5 puntos 
Segundo puesto = 3 puntos 
Tercer puesto = 2 puntos 
Cuarto puesto = 1 punto 
Cuando clasificas, las pole position, no cuentan ningún punto.